# براگا
بـِراگا (Braga) شهری مهم در شمال غربی پرتغال، در استان مینیو (Minho) است.

## جمعیت
در سال ۲۰۰۱ میلادی جمعیت آن ۱۱۲٬۰۸۹ نفر و با حومهٔ شهر در مجموع ۱۶۳٬۷۸۴ نفر بوده‌است.

## مساحت
محدودهٔ شهری براگا به ۲۳ منطقهٔ شهرداری و محدودهٔ براگا و حومه جمعاً به ۶۲ منطقهٔ شهرداری تقسیم شده‌است.
براگا همچنین مرکز کلانشهر مینیو با جمعیتی برابر با ۷۷۵٬۱۳۷ نفر به‌شمار می‌آید.
این کلانشهر یکی از سریعترین رشدها را در اتحادیه اروپا دارد.
براگا در زمام امپراتوری روم براکارا آگوستا نام داشت و مرکز استان گالاسیا بود.